# Leptopsammia britannica
Leptopsammia britannica is een rifkoralensoort uit de familie van de Dendrophylliidae. De wetenschappelijke naam van de soort is voor het eerst geldig gepubliceerd in 1870 door Duncan.